# Стара школа
Стара школа (енгл. Old School) америчка је филмска комедија из 2003. године у режији и по сценарију Тода Филипса. Глумачку поставу предводе Лук Вилсон, Вил Ферел и Винс Вон као депресивни мушкарци у тридесетим који желе да поново проживе своје студентске дане оснивањем универзитетског братства, а филм прати невоље са којима се сусрећу при томе.

## Радња
Мич, Френк и Бини су пријатељи чији животи почињу да се мењају кад Мича превари његова девојка, кад се Френк ожени, а није спреман да се одрекне „дивљег” живота који је водио као момак, и кад Бини, који је у браку, схвати да се у младости није довољно забављао.

## Улоге
| Глумац       | Улога        |
| ------------ | ------------ |
| Лук Вилсон   | Мич Мартин   |
| Вил Ферел    | Френк Ричард |
| Винс Вон     | Бини Кембел  |
| Џереми Пивен | Чиз Причард  |
| Елен Помпео  | Никол        |
| Џулијет Луис | Хајди        |